# DarkOrange
「darkOrange」(ダークオレンジ)は、1999年10月30日にDe-LAXが発表した楽曲、及び同曲を収録したシングル。通算8枚目のシングルである。発売元はTRIAD/HEAT WAVE。

## 解説
- 再結成後、2作目のシングル。前作「beat'N'message」から、わずか3か月後に発売された。また、De-LAXのシングルを同年に2作以上発売するのは、1989年以来(2ndシングル「NEUROMANCER」、3rdシングル「CANDY」)、実に10年ぶりとなった。
- CD自体は8cmCDだが、CDケースは12cmCDのケースである。
- De-LAXのシングルとしては、2018年現在、今作が最後である。

## 収録曲
- 全曲 作詞:宙也、編曲:De-LAX

| #         | タイトル                 | 作詞      | 作曲     | 時間 |
| --------- | ------------------------ | --------- | -------- | ---- |
| 1.        | 「darkOrange」           |           | 榊原秀樹 | 4:52 |
| 2.        | 「Popmuzik -80s dream-」 |           | 鈴木正美 | 3:31 |
| 合計時間: | 合計時間:                | 合計時間: | 8:23     |      |

## 曲解説
- 全曲 作詞:宙也、編曲:De-LAX

1. darkOrange (4:52)
  - 作曲:榊原秀樹

PVが制作され、女装したメンバーが登場する。同年12月4日の渋谷タワーレコード STAGE ONE公演のライブの冒頭にて、この楽曲のPVが流されたこともあるが、ベストアルバム『"20th Anniversary Premium Collection"』のDVDには、収録されていない。
De-LAXのシングル曲のA面の中で、一番演奏時間が長い楽曲となっている。
ミディアムテンポのナンバーとなっており、宙也曰く「Aメロだけボーカルが多少エフェクトして歪んでいて、サビで開ける感じを狙いました。」とのこと。また、マスタリングエンジニアは、当時一番手掛けてほしかった小泉由香氏にお願いしたという。
6thアルバム『RenaiSSance』には、「-dazzing mix-」と題したアルバムバージョンが収録された。なお、シングルバージョンは、他のどのアルバムにも収録されておらず、本作のみに収録されている。なお、De-LAXのシングル曲の中で、初出がシングルバージョンのまま、オリジナルアルバムに収録されなかった曲であり、同時にシングルバージョンがアルバムに1度も収録されていない、唯一のシングル曲でもある。
ライブビデオ『"RESURRECTION & EXISTENCE"』にて、本楽曲が映像化された。
2. Popmuzik -80s dream- (3:31)
  - 作曲:鈴木正美

タイトルは、「Popmusic」をもじった造語だと思われる。
歌詞の中に、De-LAXが過去に発表した楽曲(「NEUROMANCER」、「CANDY」)が登場する。
この楽曲は、他のどのアルバムにも収録されておらず、本作のみに収録されている。また、再結成後に発表した楽曲の中で、唯一のライブ未演奏曲でもある。

## 収録アルバム
オリジナルアルバム
- RenaiSSance (#1,アルバムバージョン)

## 収録映像作品
ライブ映像収録
- "RESURRECTION & EXISTENCE"(#1)